# Escudo de Llanes

El escudo de armas del concejo asturiano de Llanes está basado en el que utilizaba desde tiempos inmemoriales, tal y como aparece en una obra publicada en 1580. En 1956 el Ayuntamiento decidió adoptar de modo oficial las armas que hasta entonces había utilizado. El proyecto fue aprobado por la Real Academia de Historia en su junta del 19 de octubre de 1956, se publicó en el Boletín n.º CXLIII del año 1958. Siendo legalizado por Decreto del Ministerio de Gobierno del 31 de mayo de 1957 y publicado en el B.O.E.

## Heráldica
En gules un león rampante de oro, lampasado de púrpura y calzado de azur, acompañado en el cantón diestro una cruz pate de plata; la campaña, de sinople. 
Al timbre corona real abierta. 
- Datos: Q5838110